# Forum 24
Forum 24 (na doméně forum24.cz) je český zpravodajský server. Založil jej v roce 2017 Pavel Šafr rozšířením názorového deníku Svobodné fórum, které v rámci webu Forum 24 zůstalo jako komentářová a názorová sekce. Motivací pro vznik byla snaha vytvořit opozici proti médiím, která vlastní Andrej Babiš. Forum 24 provozuje komerční firma FORUM 24 a.s. Zároveň od srpna 2021 vychází každý čtvrtek i tištěný Týdeník FORUM.

## Redakce
Redakce v čele s Pavlem Šafrem:
- Johana Hovorková
- Jan Jandourek
- Petr Hlaváček
- Michal Závada
- Kateřina Herodesová
- Jaroslav Bican
- Jan Pánik
- Vilém Besser
- Pavel Šmejkal
- Vojtěch Laštůvka

## Další autoři
- Andrej Ruščák
- Bohumil Doležal
- Jenny Nowak
- Jiří Pondělíček
- Jiří Sezemský
- Jiří X. Doležal
- Zdeněk Šarapatka
- Petr Hlaváček
- Alexandra Alvarová
- Daniel Kroupa
- Igor Lukeš
- Libor Dvořák
- Lucie Tungul
- Martin Palouš
- Martin Svárovský
- Miloš Doležal
- Petr Pithart
- Tomáš Halík
- Věra Tydlitátová

V rubrice Nová Orientace publikoval i filosof a vysokoškolský pedagog Jan Sokol (1936–2021).

## Kritika
Vedení Českého rozhlasu v listopadu 2017 kritizovalo Forum 24 za zveřejnění článku, kterým údajně poškodil dobré jméno ČRo, aniž by požádal o vyjádření ČRo a ověřil si informace v něm uvedené. Článek se týkal rozhovoru s Monikou Pajerovou, která mluvila o cenzuře a normalizačním strachu v ČRo.
Markéta Malá v listopadu 2020 pro týdeník Echo24 popsala Forum 24 jako dlouhodobě nejvíc zaujaté médium proti Andreji Babišovi. Podle ní si server na své názorové vyhraněnosti zakládá a láká na ni čtenáře.
Své antipatie vůči angažovanému stylu žurnalistiky reprezentovanému Pavlem Šafrem v srpnu 2021 vyjádřil mediální analytik Milan Šmíd na svém osobním webu. Šmíd přitom odkazoval na Šafrův tweet s fotografiemi ukázkového vydání tehdy nového tištěného Týdeníku FORUM, mj. s titulky „Jak se zbavit Zemana“ nebo „Deset bodů, které by měly prosadit demokratické strany“.
V březnu 2025 Forum 24 prohrálo u odvolacího Městského soudu v Praze spor se spisovatelem Janem Tománkem, o němž nepravdivě napsalo, že je antivaxerem, který se radoval z úmrtí dcery podporovatele očkování starosty Birkeho, která zemřela na plicní embolii, a šiřitelem lží odpovědným za smrt desítek tisíc lidí. Forum24 se chystá podat dovolání. Forum24 se nakonec omluvilo a zaplatilo 25.000,- Kč plus soudní výlohy 121 805,50 Kč. Jan Tománek věnoval vysouzené peníze, jak předem avizoval, dětem do turistického oddílu. 